# 坂元貞
坂 元貞（さか もとさだ）は、戦国時代から安土桃山時代にかけての武将。毛利氏の家臣。志道広良の五男。子に坂聟法師。養子に坂元時。坂氏に入嗣する前は、志道広昌と名乗っていた｡通称は次郎三郎、式部大輔。

## 生涯
毛利氏の重臣である志道広良の五男として生まれる。
大永4年（1524年）に毛利氏の重臣であった坂広秀が、毛利元就の家督相続に不満を抱き、出雲国の大名・尼子経久と共謀し、元就の実弟・相合元綱を擁立して謀反を画策した。しかし、機先を制した元就の攻撃により広秀は殺害され、広秀の嫡男の坂元祐は平賀氏の下へ逃亡した。そのため、元就の意向もあり、毛利氏庶家で執権職も務めた坂氏の名跡を存続させるため、元貞が坂氏の名跡を継いだ。
享禄5年（1532年）7月13日の毛利氏家臣団32名が互いの利害調整を元就に要請した連署起請文では5番目に「坂次郎三郎広昌」と署名している。
天文3年（1534年）3月23日、父・広良より安芸国志道の「みとろ名」の内の飛田3段、坂の助守名、中麻原の下末永名・さたつね名、上竹仁村の西条の内の「さねかね名」・乙丸名、河根村の延安名を与えられ、天文5年（1536年）8月20日に元就からも知行を認められる。また、天文11年（1542年）閏3月2日に元就から安芸国津田の定国名・中村名・森兼名を給地として与えられ、天文19年（1550年）12月28日には毛利隆元から安芸国の坂300貫の代官職を与えられる。
天文19年（1550年）7月12日から7月13日にかけて元就によって安芸井上氏が粛清された直後の7月20日に毛利氏家臣団238名が連署して毛利氏への忠誠を誓った起請文においては、3番目に「坂式部太輔広昌」と署名している。
永禄8年（1565年）2月16日、毛利輝元の元服式が執り行われ、加冠役を幕臣の細川隆是、理髪役を桂元澄、烏帽子役を広昌（元貞）、櫛箱役を粟屋元真、鬢盥役を国司元武が務めた。輝元の元服式は毛利氏における元服式においては前代未聞と称されたほど格式厳重であり、これらの役を務めた者は皆、細川隆是の指導に基づいて平素着慣れぬ烏帽子を着用して元服式に列した。元服式ではまず烏帽子役の広昌（元貞）が柳箱に烏帽子を入れて輝元の右側に置くところから始まっており、桂元澄が輝元の髪を切った後に広昌（元貞）が捧げる烏帽子を輝元が着用した。式の後で祝賀の盃があり、輝元が受ける三献の盃における初献の酌については細川隆是の指導により毛利氏の一門が務めることになっていた。しかし、桂元澄は老齢のため、広昌（元貞）は病身のためという理由で辞退したため、烏帽子や素襖を持っていなかった桂就宣が他者から借りて初献の役を務めることになった。
元貞の没年は不明であるが、天正4年（1576年）7月1日に元貞の子・聟法師が家督を相続することを毛利輝元から認められており、この頃に元貞は死去または隠居したと思われる。その後、子孫は萩藩の大組士（禄高330石）として続いた｡なお、志道氏の名跡は長兄・大蔵少輔の子の志道元保が継いでいる｡